# 칼런 제프리
칼런 제프리(Carlon Jeffery, 1993년 7월 10일 ~ )는 미국의 배우이다.